# Ана Марија (Флорида)
Ана Марија (енгл. Anna Maria) град је у америчкој савезној држави Флорида. По попису становништва из 2010. у њему је живело 1.503 становника.

## Демографија
Према попису становништва из 2010. у граду је живело 1.503 становника, што је 311 (17,1%) становника мање него 2000. године.
| Група             | 2000.         | 2010.         |
| Белци             | 1.748 (96,4%) | 1.426 (94,9%) |
| Афроамериканци    | 6 (0,3%)      | 4 (0,3%)      |
| Азијати           | 5 (0,3%)      | 8 (0,5%)      |
| Хиспаноамериканци | 45 (2,5%)     | 46 (3,1%)     |
| Укупно            | 1.814         | 1.503         |